# 고란 슈프렘
고란 슈프렘(크로아티아어: Goran Šprem, 1979년 7월 6일~)은 크로아티아의 핸드볼 선수로 포지션은 레프트윙이다. 자국 클럽인 RK 자그레브에서 선수 생활을 시작했으며 독일 핸드볼 리그인 분데스리가에서 활약했다. 프로 선수로 뛰는 동안 크로아티아 리그 8회, 크로아티아컵 대회 6회 우승을 달성했다.
국제 대회에서는 크로아티아 국가대표팀의 일원으로 활동했으며, 2004년 하계 올림픽에서 금메달을 획득했다. 또한 2003년 세계 선수권 대회에서 금메달을 획득했다.